# Ан-сюр-Мёз
Ан-сюр-Мёз (фр. Ham-sur-Meuse) — коммуна во Франции, находится в регионе Шампань — Арденны. Департамент коммуны — Арденны. Входит в состав кантона Живе. Округ коммуны — Шарлевиль-Мезьер.
Код INSEE коммуны — 08207.
Коммуна расположена приблизительно в 230 км к северо-востоку от Парижа, в 135 км севернее Шалон-ан-Шампани, в 39 км к северу от Шарлевиль-Мезьера.

## Население
Население коммуны на 2008 год составляло 250 человек.
| 1962 | 1968 | 1975 | 1982 | 1990 | 1999 | 2008 |
| ---- | ---- | ---- | ---- | ---- | ---- | ---- |
| 161  | 193  | 187  | 202  | 229  | 246  | 250  |

## Администрация
| Период | Период | Фамилия          | Партия | Должность |
| ------ | ------ | ---------------- | ------ | --------- |
| 2001   | 2008   | Пьер Ле-Бреш     |        |           |
| 2008   |        | Жан-Клод Жакемар |        |           |

## Экономика
В 2007 году среди 164 человек в трудоспособном возрасте (15—64 лет) 105 были экономически активными, 59 — неактивными (показатель активности — 64,0 %, в 1999 году было 61,6 %). Из 105 активных работали 91 человек (57 мужчин и 34 женщины), безработных было 14 (7 мужчин и 7 женщин). Среди 59 неактивных 8 человек были учениками или студентами, 20 — пенсионерами, 31 были неактивными по другим причинам.

## Фотогалерея

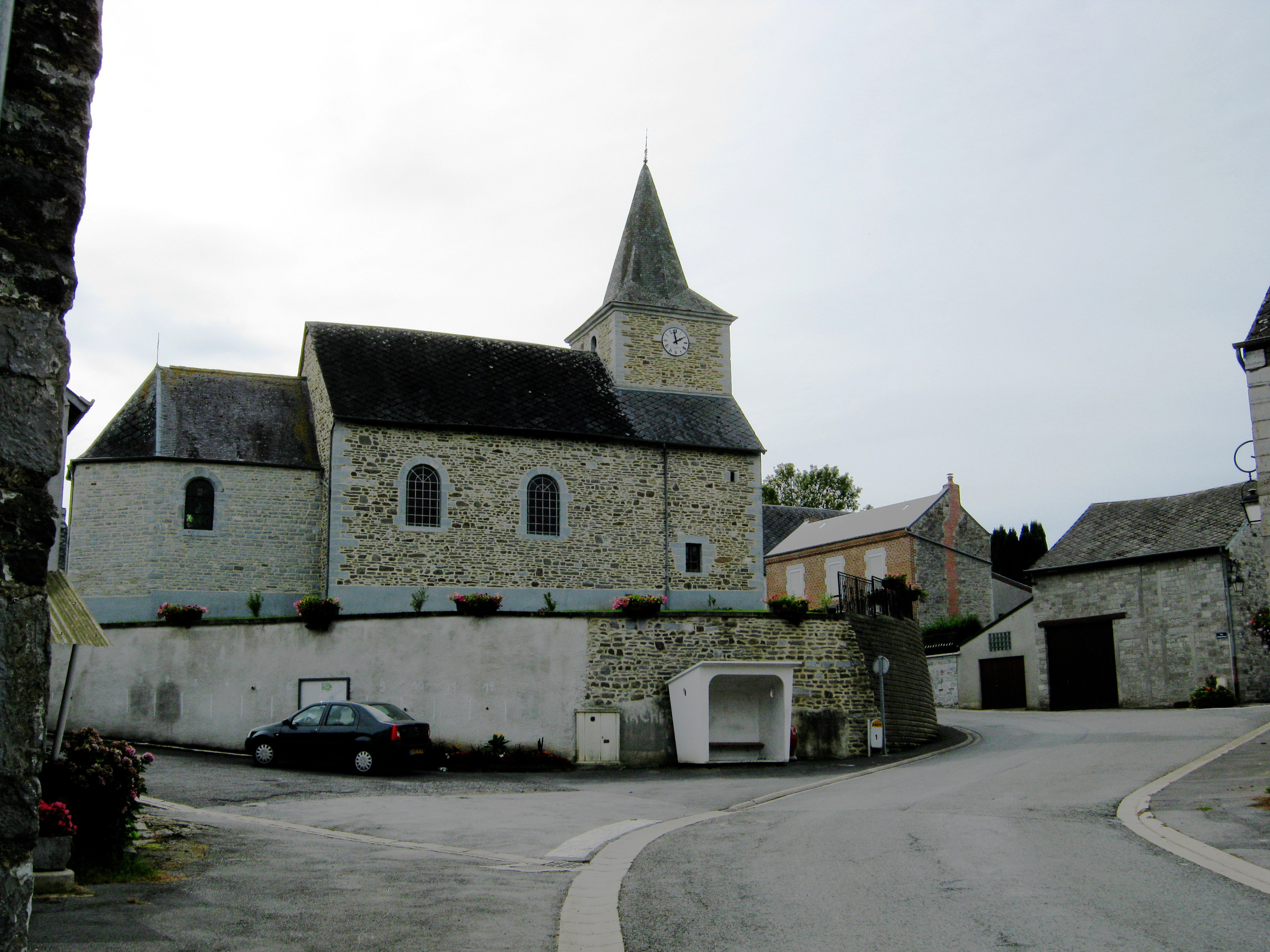
Церковь
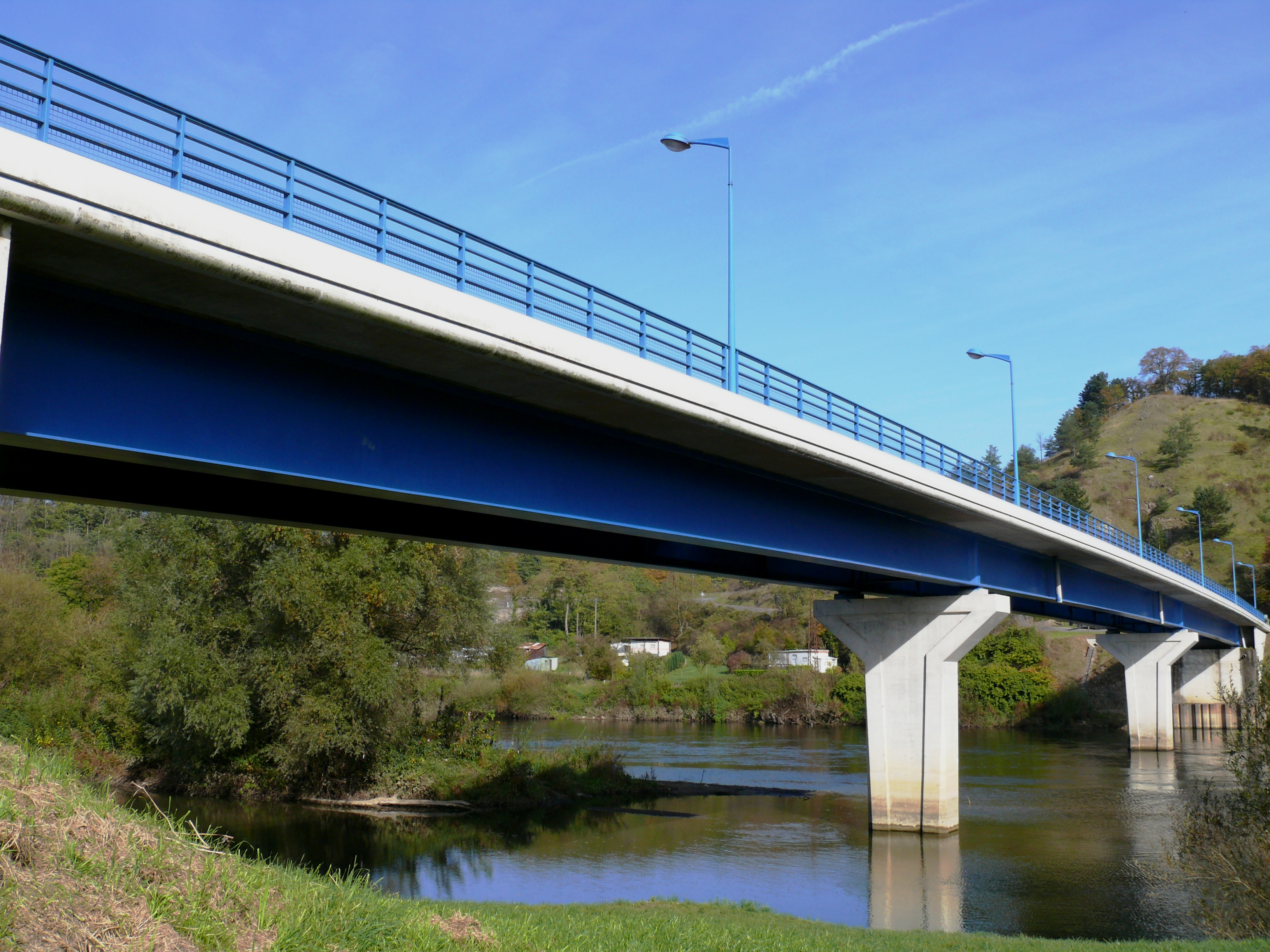
Мост через Маас
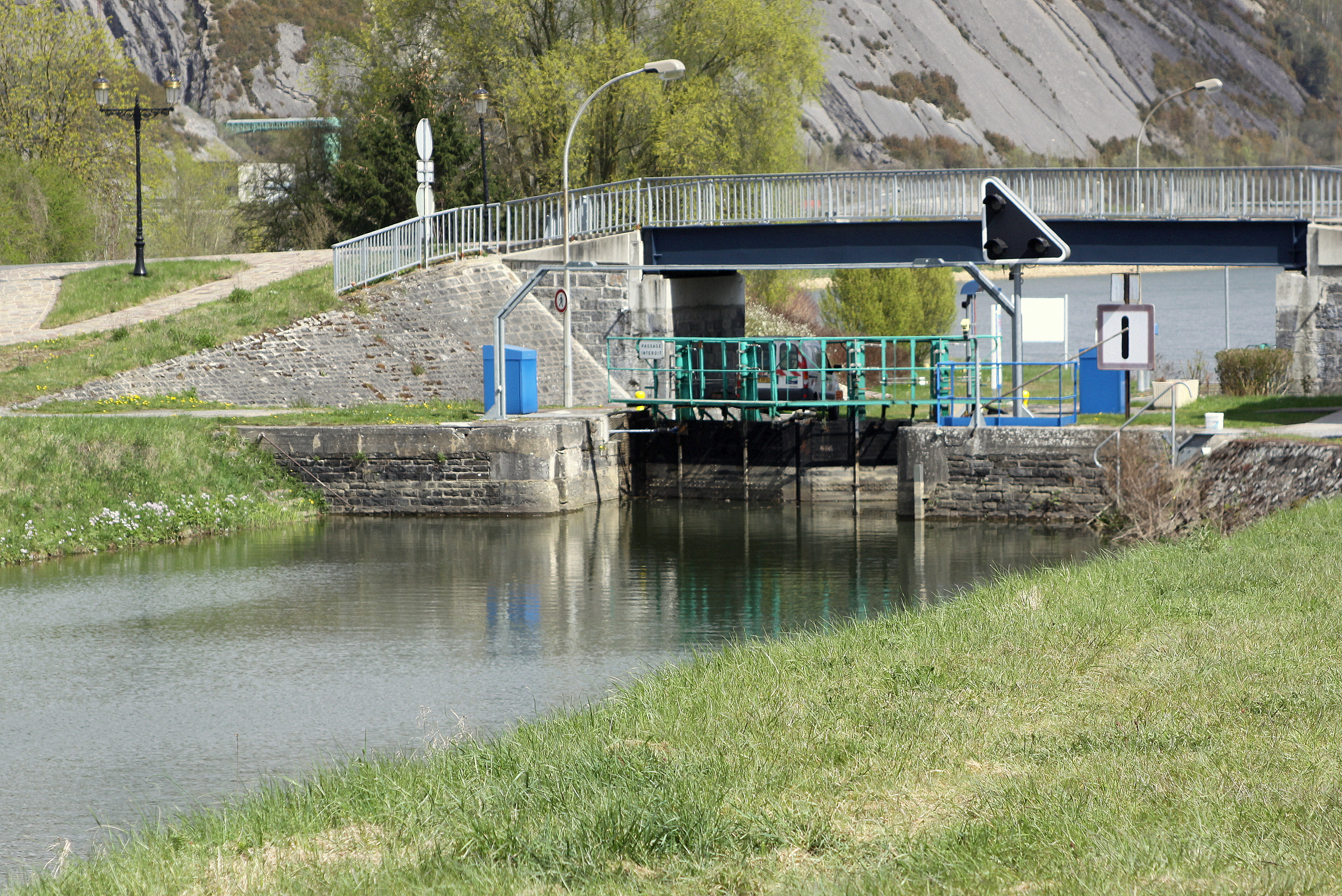
Шлюз
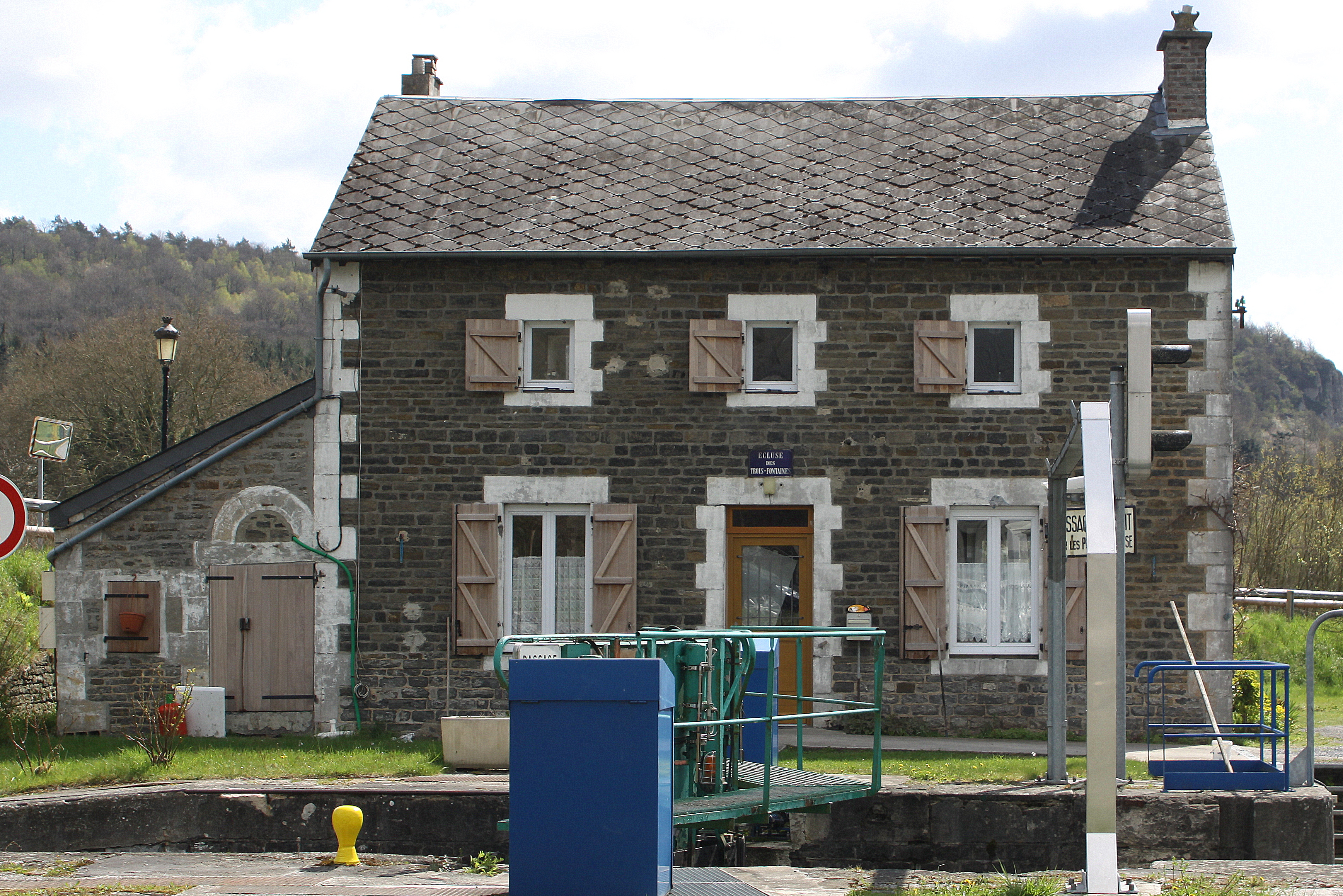